# Hockey Pro League masculina 2022-23
La Hockey Pro League masculina de 2022-23 fue la cuarta edición del campeonato de hockey sobre césped para equipos nacionales masculinos. El torneo comenzó el 28 de octubre de 2022 y terminó el 5 de julio de 2023.

## Formato
Se mantiene el sistema de todos contra todos, pero para limitar los movimientos de viaje, la Federación Internacional de Hockey (FIH) decidió modificar el formato. Ya no hay partidos de ida y vuelta, sino una serie de "minitorneos" en los que tres equipos nacionales se encuentran en un mismo lugar en el que cada equipo juega dos veces contra los demás equipos. Si se cancela uno de los dos partidos jugados entre dos equipos, el ganador del otro partido recibirá el doble de puntos.
Una victoria vale tres puntos por partido. En caso de empate al final del tiempo reglamentario, ambos equipos recibirán un punto, y un shoot out determinará cual equipo recibirá un punto adicional. El equipo que termina en primer lugar de la clasificación final será el ganador de esta edición del Hockey Pro League. El equipo que termina en último lugar será relegado al Hockey Nations Cup.

## Equipos clasificados
- Argentina
- Australia
- Bélgica
- Alemania
- Reino Unido
- India
- Países Bajos
- Nueva Zelanda
- España

## Resultados

### Posiciones
| Pos. | Equipo            | Pts. | PJ | G  | GSO | PSO | P  | GF | GC | Dif. | Status                                |
| ---- | ----------------- | ---- | -- | -- | --- | --- | -- | -- | -- | ---- | ------------------------------------- |
| 1    | Países Bajos (C)  | 35   | 16 | 10 | 1   | 3   | 2  | 46 | 31 | +15  | Campeón del Hockey Pro League 2022–23 |
| 2    | Reino Unido       | 32   | 16 | 8  | 3   | 2   | 3  | 46 | 27 | +19  | Segundo lugar                         |
| 3    | Bélgica           | 30   | 16 | 10 | 0   | 0   | 6  | 42 | 37 | +5   | Tercer lugar                          |
| 4    | India             | 30   | 16 | 8  | 3   | 0   | 5  | 51 | 42 | +9   |                                       |
| 5    | España            | 27   | 16 | 8  | 0   | 3   | 5  | 37 | 40 | −3   |                                       |
| 6    | Alemania          | 22   | 16 | 6  | 2   | 0   | 8  | 31 | 35 | −4   |                                       |
| 7    | Australia         | 19   | 16 | 5  | 1   | 2   | 8  | 41 | 40 | +1   |                                       |
| 8    | Argentina         | 18   | 16 | 3  | 3   | 3   | 7  | 28 | 36 | −8   |                                       |
| 9    | Nueva Zelanda (R) | 3    | 16 | 0  | 1   | 1   | 14 | 26 | 60 | −34  | Relegado al FIH Nations Cup           |

 Fuente: FIH
Criterios de clasificación: 1) puntos; 2) partidos ganados; 3) diferencia de goles; 4) goles a favor; 5) resultados enfrentamientos entre sí; 6) goles de campo anotados.

### Resultados
Todos los partidos se encuentran en horario local.
| 28 de octubre de 2022 | India                                                  | 4–3     | Nueva Zelanda             | Estadio Kalinga, Bhubaneswar                   |                                                |
| 19:10                 | Mandeep M. 14' · Harmanpreet 42' · Mandeep S. 52', 57' | Reporte | Lane 23', 36' · Smith 35' | Árbitra: Ben Göntgen (GER) Michiel Otten (NED) | Árbitra: Ben Göntgen (GER) Michiel Otten (NED) |

| 29 de octubre de 2022 | Nueva Zelanda            | 2–3     | España                               | Estadio Kalinga, Bhubaneswar                        |                                                     |
| 19:10                 | Phillips 26' · Child 32' | Reporte | Pa. Cunill 8' · Reyné 39' · Amat 47' | Árbitra: Michiel Otten (NED) Rawi Anbananthan (MAS) | Árbitra: Michiel Otten (NED) Rawi Anbananthan (MAS) |

| 30 de octubre de 2022 | India                          | 2–3     | España                                         | Estadio Kalinga, Bhubaneswar                         |                                                      |
| 19:10                 | Harmanpreet 27' · Abhishek 55' | Reporte | De Ignacio-Simó 17' · Miralles 27' · Reyné 57' | Árbitra: Coen van Bunge (NED) Rawi Anbananthan (MAS) | Árbitra: Coen van Bunge (NED) Rawi Anbananthan (MAS) |

| 4 de noviembre de 2022 | India                                                                             | 7–4     | Nueva Zelanda                              | Estadio Kalinga, Bhubaneswar                      |                                                   |
| 19:10                  | Harmanpreet 7', 19' · Karthi 17', 38' · Raj Kumar 31' · Sukhjeet 50' · Jugraj 53' | Reporte | Child 2' · Lane 9' · Smith 14' · Woods 54' | Árbitra: Coen van Bunge (NED) Michiel Otten (NED) | Árbitra: Coen van Bunge (NED) Michiel Otten (NED) |

| 4 de noviembre de 2022 | Bélgica            | 2–3     | Alemania                           | Estadio Mendocino de Hockey, Mendoza        |                                             |
| 21:40                  | Hendrickx 12', 36' | Reporte | Miltkau 6', 30' · T. Grambusch 55' | Árbitra: Tyler Klenk (CAN) Bruce Bale (ENG) | Árbitra: Tyler Klenk (CAN) Bruce Bale (ENG) |

| 5 de noviembre de 2022 | España                                           | 1–1 (0–1 p.)               | Nueva Zelanda                     | Estadio Kalinga, Bhubaneswar                      |                                                   |
| 19:10                  | Menini 47'                                       | Reporte                    | Russell 60'                       | Árbitra: Ben Göntgen (GER) Rawi Anbananthan (MAS) | Árbitra: Ben Göntgen (GER) Rawi Anbananthan (MAS) |
|                        |                                                  | Tiros desde el punto penal |                                   |                                                   |                                                   |
|                        | Iglesias · González · Miralles · Gispert · Reyné |                            | Findlay · Phillips · Woods · Lane |                                                   |                                                   |

| 5 de noviembre de 2022 | Argentina                                         | 2–2 (3–4 p.)               | Alemania                          | Estadio Mendocino de Hockey, Mendoza            |                                                 |
| 21:40                  | Toscani 11' · Rey 47'                             | Reporte                    | Peillat 8' · Rühr 37'             | Árbitra: Federico García (URU) Bruce Bale (ENG) | Árbitra: Federico García (URU) Bruce Bale (ENG) |
|                        |                                                   | Tiros desde el punto penal |                                   |                                                 |                                                 |
|                        | Keenan · Casella · Toscani · Acosta · Della Torre |                            | Wellen · Rühr · Trompertz · Prinz |                                                 |                                                 |

| 6 de noviembre de 2022 | India                                         | 2–2 (3–1 p.)               | España                                  | Estadio Kalinga, Bhubaneswar                    |                                                 |
| 19:10                  | Harmanpreet 12', 32'                          | Reporte                    | Miralles 43' · Amat 55'                 | Árbitra: Coen van Bunde (NED) Ben Göntgen (GER) | Árbitra: Coen van Bunde (NED) Ben Göntgen (GER) |
|                        |                                               | Tiros desde el punto penal |                                         |                                                 |                                                 |
|                        | Harmanpreet · Raj Kumar · Shamsher · Abhishek |                            | Menini · Vilallonga · Clapés · Miralles |                                                 |                                                 |

| 6 de noviembre de 2022 | Argentina                  | 2–1     | Bélgica     | Estadio Mendocino de Hockey, Mendoza            |                                                 |
| 21:40                  | Vila 12' · Della Torre 55' | Reporte | Charlier 3' | Árbitra: Bruce Bale (ENG) Rachel Williams (ENG) | Árbitra: Bruce Bale (ENG) Rachel Williams (ENG) |

| 7 de noviembre de 2022 | Alemania | 0–1     | Bélgica  | Estadio Mendocino de Hockey, Mendoza             |                                                  |
| 21:40                  |          | Reporte | Boon 51' | Árbitra: Federico García (URU) Tyler Klenk (CAN) | Árbitra: Federico García (URU) Tyler Klenk (CAN) |

| 8 de noviembre de 2022 | Argentina | 0–3     | Alemania                             | Estadio Mendocino de Hockey, Mendoza            |                                                 |
| 21:40                  |           | Reporte | Oruz 4' · Wellen 30' · H. Müller 39' | Árbitra: Bruce Bale (ENG) Rachel Williams (ENG) | Árbitra: Bruce Bale (ENG) Rachel Williams (ENG) |

| 9 de noviembre de 2022 | Argentina              | 2–4     | Bélgica                      | Estadio Mendocino de Hockey, Mendoza        |                                             |
| 21:40                  | Vila 19' · Ferrero 59' | Reporte | Hendrickx 13', 29', 37', 55' | Árbitra: Tyler Klenk (CAN) Bruce Bale (ENG) | Árbitra: Tyler Klenk (CAN) Bruce Bale (ENG) |

| 13 de diciembre de 2022 | Reino Unido                  | 3–0     | Países Bajos | Polideportivo Provincial, Santiago del Estero      |                                                    |
| 21:40                   | Wallace 28', 39' · Roper 29' | Reporte |              | Árbitra: Federico García (URU) Sean Rapaport (RSA) | Árbitra: Federico García (URU) Sean Rapaport (RSA) |

| 14 de diciembre de 2022 | Argentina                             | 2–2 (4–1 p.)               | Países Bajos                  | Polideportivo Provincial, Santiago del Estero      |                                                    |
| 21:40                   | Della Torre 33' · Casella 56'         | Reporte                    | Hoedemakers 26' · Janssen 38' | Árbitra: Federico García (URU) Sean Rapaport (RSA) | Árbitra: Federico García (URU) Sean Rapaport (RSA) |
|                         |                                       | Tiros desde el punto penal |                               |                                                    |                                                    |
|                         | Toscani · Capurro · Domene · Ferreiro |                            | Croon · T. Brinkman · De Geus |                                                    |                                                    |

| 15 de diciembre de 2022 | Argentina                                      | 1–1 (1–2 p.)               | Reino Unido                                      | Polideportivo Provincial, Santiago del Estero     |                                                   |
| 21:40                   | Casella 3'                                     | Reporte                    | Waller 4'                                        | Árbitra: Maggie Giddens (USA) Sean Rapaport (RSA) | Árbitra: Maggie Giddens (USA) Sean Rapaport (RSA) |
|                         |                                                | Tiros desde el punto penal |                                                  |                                                   |                                                   |
|                         | Domene · Keenan · Toscani · Capurro · Ferreiro |                            | Wallace · Rushmere · Roper · Shipperley · Albery |                                                   |                                                   |

| 16 de diciembre de 2022 | Países Bajos                            | 1–1 (0–2 p.)               | Reino Unido                                    | Polideportivo Provincial, Santiago del Estero         |                                                       |
| 21:40                   | T. Brinkman 42'                         | Reporte                    | Bandurak 14'                                   | Árbitra: Laurine Delforge (BEL) Federico García (URU) | Árbitra: Laurine Delforge (BEL) Federico García (URU) |
|                         |                                         | Tiros desde el punto penal |                                                |                                                       |                                                       |
|                         | Pieters · T. Brinkman · De Geus · Bijen |                            | Goodfield · Wallace · Morton · Albery · Ansell |                                                       |                                                       |

| 17 de diciembre de 2022 | Argentina                  | 2–4     | Países Bajos                                              | Polideportivo Provincial, Santiago del Estero     |                                                   |
| 21:40                   | Toscani 54' · Martínez 55' | Reporte | Pieters 30' · De Geus 45' · Janssen 58' · T. Brinkman 60' | Árbitra: Sean Rapaport (RSA) Ayanna McClean (TTO) | Árbitra: Sean Rapaport (RSA) Ayanna McClean (TTO) |

| 18 de diciembre de 2022 | Argentina                             | 2–2 (2–4 p.)               | Reino Unido                                | Polideportivo Provincial, Santiago del Estero         |                                                       |
| 21:40                   | Domene 4' · Toscani 56'               | Reporte                    | Roper 11' · Sanford 27'                    | Árbitra: Laurine Delforge (BEL) Federico García (URU) | Árbitra: Laurine Delforge (BEL) Federico García (URU) |
|                         |                                       | Tiros desde el punto penal |                                            |                                                       |                                                       |
|                         | Toscani · Domene · Mazzilli · Capurro |                            | Calnan · Wallace · Roper · Albery · Ansell |                                                       |                                                       |

| 28 de febrero de 2023 | Australia                        | 2–2 (2–4 p.)               | Argentina                                      | Tasmanian Hockey Centre, Hobart,               |                                                |
| 19:10                 | Hayward 15', 23'                 | Reporte                    | Rey 49' · Martins 54'                          | Árbitra: Javed Shaikh (IND) Raghu Prasad (IND) | Árbitra: Javed Shaikh (IND) Raghu Prasad (IND) |
|                       |                                  | Tiros desde el punto penal |                                                |                                                |                                                |
|                       | Govers · Harvie · Craig · Marais |                            | Toscani · Casella · Ferreiro · Catán · Bugallo |                                                |                                                |

| 1 de marzo de 2023 | Australia               | 2–4     | España                                       | Tasmanian Hockey Centre, Hobart,               |                                                |
| 19:10              | Govers 21' · Marais 42' | Reporte | Reyné 11', 19' · Basterra 25' · Miralles 59' | Árbitra: Raghu Prasad (IND) Javed Shaikh (IND) | Árbitra: Raghu Prasad (IND) Javed Shaikh (IND) |

| 2 de marzo de 2023 | Argentina                       | 3–4     | España                                   | Tasmanian Hockey Centre, Hobart,                  |                                                   |
| 19:10              | Casella 12' · Ferreiro 17', 50' | Reporte | Font 24' · Reyné 30', 34' · Miralles 60' | Árbitra: David Tomlinson (NZL) Raghu Prasad (IND) | Árbitra: David Tomlinson (NZL) Raghu Prasad (IND) |

| 3 de marzo de 2023 | Australia                           | 3–0     | Argentina | Tasmanian Hockey Centre, Hobart,                  |                                                   |
| 17:10              | Brand 2' · Craig 36' · Ephraums 47' | Reporte |           | Árbitra: David Tomlinson (NZL) Javed Shaikh (IND) | Árbitra: David Tomlinson (NZL) Javed Shaikh (IND) |

| 4 de marzo de 2023 | Australia  | 1–3     | España                               | Tasmanian Hockey Centre, Hobart,                  |                                                   |
| 17:10              | Govers 51' | Reporte | Escudé 15' · Amat 44' · Iglesias 45' | Árbitra: David Tomlinson (NZL) Raghu Prasad (IND) | Árbitra: David Tomlinson (NZL) Raghu Prasad (IND) |

| 5 de marzo de 2023 | España | 0–1     | Argentina   | Tasmanian Hockey Centre, Hobart,               |                                                |
| 17:10              |        | Reporte | Casella 56' | Árbitra: Javed Shaikh (IND) Raghu Prasad (IND) | Árbitra: Javed Shaikh (IND) Raghu Prasad (IND) |

| 10 de marzo de 2023 | India                                | 3–2     | Alemania                     | Birsa Munda International Hockey Stadium, Rourkela |                                                  |
| 19:10               | Harmanpreet 30+' · Sukhjeet 32', 43' | Reporte | Kaufmann 45' · Struthoff 58' | Árbitra: David Tomlinson (NZL) Paul Walker (ENG)   | Árbitra: David Tomlinson (NZL) Paul Walker (ENG) |

| 11 de marzo de 2023 | Australia | 0–1     | Alemania   | Birsa Munda International Hockey Stadium, Rourkela   |                                                      |
| 19:10               |           | Reporte | Hellwig 8' | Árbitra: Ahmed El-Sayed (EGY) Rawi Anbananthan (MAS) | Árbitra: Ahmed El-Sayed (EGY) Rawi Anbananthan (MAS) |

| 12 de marzo de 2023 | India                                               | 5–4     | Australia                                            | Birsa Munda International Hockey Stadium, Rourkela  |                                                     |
| 19:10               | Harmanpreet 14', 15', 56' · Jugraj 18' · Karthi 26' | Reporte | J. Beltz 3' · Willott 43' · Staines 53' · Howard 57' | Árbitra: David Tomlinson (NZL) Ahmed El-Sayed (EGY) | Árbitra: David Tomlinson (NZL) Ahmed El-Sayed (EGY) |

| 13 de marzo de 2023 | India                                                              | 6–3     | Alemania                                    | Birsa Munda International Hockey Stadium, Rourkela   |                                                      |
| 19:10               | Jugraj 21' · Abhishek 22', 51' · Karthi 24', 46' · Harmanpreet 26' | Reporte | T. Grambusch 3' · Peillat 23' · Hellwig 31' | Árbitra: Ahmed El-Sayed (EGY) Rawi Anbananthan (MAS) | Árbitra: Ahmed El-Sayed (EGY) Rawi Anbananthan (MAS) |

| 14 de marzo de 2023 | Alemania    | 1–2     | Australia               | Birsa Munda International Hockey Stadium, Rourkela |                                                  |
| 19:10               | Peillat 23' | Reporte | Whetton 12' · Welch 15' | Árbitra: Paul Walker (ENG) David Tomlinson (NZL)   | Árbitra: Paul Walker (ENG) David Tomlinson (NZL) |

| 15 de marzo de 2023 | India                                                            | 2–2 (4–3 p.)               | Australia                                            | Birsa Munda International Hockey Stadium, Rourkela |                                                   |
| 19:10               | Vivek 2' · Sukhjeet 47'                                          | Reporte                    | Ephraums 37', 52'                                    | Árbitra: Rawi Anbananthan (MAS) Paul Walker (ENG)  | Árbitra: Rawi Anbananthan (MAS) Paul Walker (ENG) |
|                     |                                                                  | Tiros desde el punto penal |                                                      |                                                    |                                                   |
|                     | Harmanpreet · Hardik · Vivek · Sukhjeet · Dilpreet · Harmanpreet |                            | Whetton · Harvie · Marais · Welch · Ephraums · Welch |                                                    |                                                   |

| 22 de abril de 2023 | Nueva Zelanda            | 2–5     | Reino Unido                                                          | Ngā Puna Wai Sports Hub, Christchurch               |                                                     |
| 16:40               | Lett 28' · Greentree 49' | Reporte | Wallace 13' · Oates 23' · Calnan 24' · Bandurak 30' · Shipperley 34' | Árbitra: Gareth Greenfield (NZL) Steve Rogers (AUS) | Árbitra: Gareth Greenfield (NZL) Steve Rogers (AUS) |

| 23 de abril de 2023 | Australia   | 1–2     | Reino Unido           | Ngā Puna Wai Sports Hub, Christchurch               |                                                     |
| 14:10               | Willott 10' | Reporte | Ward 14' · Morton 22' | Árbitra: Gareth Greenfield (NZL) Steve Rogers (AUS) | Árbitra: Gareth Greenfield (NZL) Steve Rogers (AUS) |

| 25 de abril de 2023 | Nueva Zelanda | 0–3     | Australia            | Ngā Puna Wai Sports Hub, Christchurch               |                                                     |
| 16:40               |               | Reporte | Rintala 3', 22', 24' | Árbitra: Steve Rogers (AUS) Gareth Greenfield (NZL) | Árbitra: Steve Rogers (AUS) Gareth Greenfield (NZL) |

| 28 de abril de 2023 | Nueva Zelanda | 1–6     | Reino Unido                                          | Ngā Puna Wai Sports Hub, Christchurch               |                                                     |
| 19:40               | Brydon 51'    | Reporte | Ward 25', 26', 43' · Bandurak 27', 37' · Wallace 57' | Árbitra: Gareth Greenfield (NZL) Steve Rogers (AUS) | Árbitra: Gareth Greenfield (NZL) Steve Rogers (AUS) |

| 29 de abril de 2023 | Reino Unido                             | 3–3 (2–4 p.)               | Australia                                      | Ngā Puna Wai Sports Hub, Christchurch               |                                                     |
| 16:40               | Ward 24' · Wallace 38' · Shipperley 54' | Reporte                    | Rintala 5', 48', 60'                           | Árbitra: Gareth Greenfield (NZL) Steve Rogers (AUS) | Árbitra: Gareth Greenfield (NZL) Steve Rogers (AUS) |
|                     |                                         | Tiros desde el punto penal |                                                |                                                     |                                                     |
|                     | Albery · Wallace · Goodfield · Waller   |                            | Welch · Rintala · Whetton · Willott · Ephraums |                                                     |                                                     |

| 30 de abril de 2023 | Nueva Zelanda             | 2–4     | Australia                                           | Ngā Puna Wai Sports Hub, Christchurch               |                                                     |
| 14:10               | Kingstone 4' · Child 45+' | Reporte | Welch 3' · Willott 19' · Rintala 38' · Zalewski 47' | Árbitra: Gareth Greenfield (NZL) Steve Rogers (AUS) | Árbitra: Gareth Greenfield (NZL) Steve Rogers (AUS) |

| 26 de mayo de 2023 | Bélgica                        | 2–1     | India       | Lee Valley Hockey and Tennis Centre, Londres      |                                                   |
| 14:40              | T. Stockbroekx 18' · Onana 60' | Reporte | Mandeep 25' | Árbitra: Ahmed El-Sayed (EGY) Lim Hong-Zhen (SGP) | Árbitra: Ahmed El-Sayed (EGY) Lim Hong-Zhen (SGP) |

| 27 de mayo de 2023 | Reino Unido                                       | 4–2     | India                | Lee Valley Hockey and Tennis Centre, Londres      |                                                   |
| 12:40              | Nurse 7' · Sorsby 32' · Morton 34' · Bandurak 54' | Reporte | Harmanpreet 14', 43' | Árbitra: Ayanna McClean (TTO) Sean Rapaport (RSA) | Árbitra: Ayanna McClean (TTO) Sean Rapaport (RSA) |

| 28 de mayo de 2023 | Reino Unido                              | 3–1     | Bélgica    | Lee Valley Hockey and Tennis Centre, Londres     |                                                  |
| 12:40              | Rushmere 13' · Waller 14' · Bandurak 28' | Reporte | Cosyns 33' | Árbitra: Lim Hong-Zhen (SGP) Sean Rapaport (RSA) | Árbitra: Lim Hong-Zhen (SGP) Sean Rapaport (RSA) |

| 2 de junio de 2023 | India                                                     | 5–1     | Bélgica      | Lee Valley Hockey and Tennis Centre, Londres    |                                                 |
| 14:40              | Vivek 2' · Harmanpreet 21', 40' · Amit 20' · Dilpreet 60' | Reporte | Ghislain 46' | Árbitra: Sean Rapaport (RSA) Wanri Venter (RSA) | Árbitra: Sean Rapaport (RSA) Wanri Venter (RSA) |

| 3 de junio de 2023 | Reino Unido                           | 4–4 (2–4 p.)               | India                                                      | Lee Valley Hockey and Tennis Centre, Londres      |                                                   |
| 12:40              | Ward 8', 40', 47', 53'                | Reporte                    | Harmanpreet 7' · Mandeep 19' · Sukhjeet 28' · Abhishek 60' | Árbitra: Ahmed El-Sayed (EGY) Lim Hong-Zhen (SGP) | Árbitra: Ahmed El-Sayed (EGY) Lim Hong-Zhen (SGP) |
|                    |                                       | Tiros desde el punto penal |                                                            |                                                   |                                                   |
|                    | Calnan · Wallace · Shipperley · Roper |                            | Manpreet · Harmanpreet · Lalit · Abhishek                  |                                                   |                                                   |

| 4 de junio de 2023 | Reino Unido             | 2–3     | Bélgica                                      | Lee Valley Hockey and Tennis Centre, Londres     |                                                  |
| 12:40              | Bandurak 8' · Nurse 47' | Reporte | Cosyns 29' · T. Stockbroekx 37' · Dohmen 47' | Árbitra: Lim Hong-Zhen (SGP) Sean Rapaport (RSA) | Árbitra: Lim Hong-Zhen (SGP) Sean Rapaport (RSA) |

| 7 de junio de 2023 | Países Bajos                                         | 4–1     | India           | HC Oranje-Rood, Eindhoven                              |                                                        |
| 18:40              | P. Reyenga 17' · Burkhardt 40' · Telgenkamp 41', 58' | Reporte | Harmanpreet 11' | Árbitra: Céline Martin-Schmets (BEL) Ben Göntgen (GER) | Árbitra: Céline Martin-Schmets (BEL) Ben Göntgen (GER) |

| 8 de junio de 2023 | Argentina | 0–3     | India                                     | HC Oranje-Rood, Eindhoven                        |                                                  |
| 18:10              |           | Reporte | Harmanpreet 32' · Amit 38' · Abhishek 58' | Árbitra: Hannah Harrison (ENG) Ben Göntgen (GER) | Árbitra: Hannah Harrison (ENG) Ben Göntgen (GER) |

| 9 de junio de 2023 | Países Bajos     | 2–7     | Australia                                                                 | HC Oranje-Rood, Eindhoven                          |                                                    |
| 20:40              | Bukkens 29', 53' | Reporte | Craig 12', 17' · Sharp 15' · Ephraums 16', 49' · Hayward 24' · Govers 35' | Árbitra: Laurine Delforge (BEL) Sarah Wilson (SCO) | Árbitra: Laurine Delforge (BEL) Sarah Wilson (SCO) |

| 10 de junio de 2023 | Países Bajos                                    | 3–2     | India                   | HC Oranje-Rood, Eindhoven                        |                                                  |
| 15:10               | Telgenkamp 7' · Burkhardt 41' · Hoedemakers 43' | Reporte | Sanjay 18' · Gurjat 46' | Árbitra: Ben Göntgen (GER) Hannah Harrison (ENG) | Árbitra: Ben Göntgen (GER) Hannah Harrison (ENG) |

| 11 de junio de 2023 | India                       | 2–1     | Argentina   | HC Oranje-Rood, Eindhoven                          |                                                    |
| 15:10               | Akashdeep 1' · Sukhjeet 13' | Reporte | Toscani 57' | Árbitra: Laurine Delforge (BEL) Sarah Wilson (SCO) | Árbitra: Laurine Delforge (BEL) Sarah Wilson (SCO) |

| 12 de junio de 2023 | Países Bajos                                          | 5–2     | Australia                  | HC Oranje-Rood, Eindhoven                         |                                                   |
| 20:40               | Boers 7', 52' · Hoedemakers 12' · Telgenkamp 14', 36' | Reporte | Ephraums 10' · Hayward 26' | Árbitra: Laurine Delforge (BEL) Ben Göntgen (GER) | Árbitra: Laurine Delforge (BEL) Ben Göntgen (GER) |

| 16 de junio de 2023 | Países Bajos                        | 3–2     | España                     | Lee Valley Hockey and Tennis Centre, Londres          |                                                       |
| 15:10               | Van Heijningen 33' · Bijen 45', 52' | Reporte | Gispert 12' · Iglesias 60' | Árbitra: Tyler Klenk (CAN) Germán Montes de Oca (ARG) | Árbitra: Tyler Klenk (CAN) Germán Montes de Oca (ARG) |

| 16 de junio de 2023 | Argentina                                             | 6–1     | Nueva Zelanda | Wilrijkse Plein, Amberes                          |                                                   |
| 17:40               | Domene 6', 15', 36', 49' · Martínez 52' · Bugallo 56' | Reporte | Russell 2'    | Árbitra: Martin Madden (SCO) Coen van Bunge (NED) | Árbitra: Martin Madden (SCO) Coen van Bunge (NED) |

| 17 de junio de 2023 | Reino Unido                            | 3–0     | Alemania | Lee Valley Hockey and Tennis Centre, Londres           |                                                        |
| 15:10               | Bandurak 2' · Goodfield 52' · Ward 58' | Reporte |          | Árbitra: Alison Keogh (IRL) Germán Montes de Oca (ARG) | Árbitra: Alison Keogh (IRL) Germán Montes de Oca (ARG) |

| 17 de junio de 2023 | Bélgica                                                                        | 5–4     | Australia                                          | Wilrijkse Plein, Amberes                          |                                                   |
| 16:40               | Onana 6' · T. Stockbroekx 17' · De Sloover 47' · Van Dessel 55' · Luypaert 59' | Reporte | Beale 13' · Whetton 40' · Willott 44' · Govers 57' | Árbitra: Coen van Bunge (NED) Martin Madden (SCO) | Árbitra: Coen van Bunge (NED) Martin Madden (SCO) |

| 18 de junio de 2023 | Reino Unido                    | 3–0     | España | Lee Valley Hockey and Tennis Centre, Londres           |                                                        |
| 15:10               | Bandurak 34', 58' · Morton 60' | Reporte |        | Árbitra: Tyler Klenk (CAN) Céline Martin-Schmets (BEL) | Árbitra: Tyler Klenk (CAN) Céline Martin-Schmets (BEL) |

| 18 de junio de 2023 | Bélgica                                 | 3–1     | Nueva Zelanda | Wilrijkse Plein, Amberes                            |                                                     |
| 16:40               | Cosyns 22' · Luypaert 34' · Dockier 48' | Reporte | Russell 42'   | Árbitra: Martin Madden (SCO) Michelle Meister (GER) | Árbitra: Martin Madden (SCO) Michelle Meister (GER) |

| 19 de junio de 2023 | España                                   | 2–2 (1–3 p.)               | Países Bajos                 | Lee Valley Hockey and Tennis Centre, Londres  |                                               |
| 17:40               | Clapés 18' · Miralles 47'                | Reporte                    | Brinkman 28', 34'            | Árbitra: Tyler Klenk (CAN) Alison Keogh (IRL) | Árbitra: Tyler Klenk (CAN) Alison Keogh (IRL) |
|                     |                                          | Tiros desde el punto penal |                              |                                               |                                               |
|                     | Iglesias · Miralles · Bonastre · Gispert |                            | Brinkman · Van Dam · De Geus |                                               |                                               |

| 19 de junio de 2023 | Nueva Zelanda                 | 2–2 (2–4 p.)               | Argentina                                      | Wilrijkse Plein, Amberes                         |                                                  |
| 17:40               | Russell 21' · Phillips 30'    | Reporte                    | Domene 25' · Della Torre 35'                   | Árbitra: Coen van Bunge (NED) Liu Xiaoying (CHN) | Árbitra: Coen van Bunge (NED) Liu Xiaoying (CHN) |
|                     |                               | Tiros desde el punto penal |                                                |                                                  |                                                  |
|                     | Woods · Lane · Boyde · Thomas |                            | Keenan · Domene · Toscani · Casella · Ferreiro |                                                  |                                                  |

| 20 de junio de 2023 | Reino Unido            | 2–3     | Alemania                                | Lee Valley Hockey and Tennis Centre, Londres          |                                                       |
| 12:10               | Ward 9' · Bandurak 40' | Reporte | Hartkopf 2' · Mazkour 19' · Peillat 60' | Árbitra: Germán Montes de Oca (ARG) Tyler Klenk (CAN) | Árbitra: Germán Montes de Oca (ARG) Tyler Klenk (CAN) |

| 20 de junio de 2023 | Bélgica                             | 3–1     | Australia    | Wilrijkse Plein, Amberes                          |                                                   |
| 20:10               | Luypaert 12', 41' · De Kerpel 56' · | Reporte | Govers 52' · | Árbitra: Coen van Bunge (NED) Martin Madden (SCO) | Árbitra: Coen van Bunge (NED) Martin Madden (SCO) |

| 21 de junio de 2023 | Reino Unido              | 2–3     | España                                | Lee Valley Hockey and Tennis Centre, Londres           |                                                        |
| 17:40               | Bandurak 23' · Roper 30' | Reporte | Reyné 9' · Lacalle 33' · Iglesias 42' | Árbitra: Germán Montes de Oca (ARG) Alison Keogh (IRL) | Árbitra: Germán Montes de Oca (ARG) Alison Keogh (IRL) |

| 21 de junio de 2023 | Bélgica    | 1–0     | Nueva Zelanda | Wilrijkse Plein, Amberes                            |                                                     |
| 20:10               | Cosyns 11' | Reporte |               | Árbitra: Martin Madden (SCO) Annelize Rostron (RSA) | Árbitra: Martin Madden (SCO) Annelize Rostron (RSA) |

| 23 de junio de 2023 | Alemania                                     | 4–3     | Nueva Zelanda              | Estadio Wagener, Amstelveen                          |                                                      |
| 17:10               | Weigand 10', 44' · Miltkau 39' · Peillat 60' | Reporte | Lane 8', 25' · Tarrant 19' | Árbitra: Jonas van't Hek (NED) Irene Presenqui (ARG) | Árbitra: Jonas van't Hek (NED) Irene Presenqui (ARG) |

| 24 de junio de 2023 | Países Bajos                    | 1–1 (1–4 p.)               | Alemania                           | Estadio Wagener, Amstelveen                         |                                                     |
| 17:40               | Van Dam 15'                     | Reporte                    | Peillat 33'                        | Árbitra: Jonas van't Hek (NED) Gabriel Labate (ARG) | Árbitra: Jonas van't Hek (NED) Gabriel Labate (ARG) |
|                     |                                 | Tiros desde el punto penal |                                    |                                                     |                                                     |
|                     | T. Brinkman · De Geus · Van Dam |                            | Wellen · H. Müller · Prinz · Große |                                                     |                                                     |

| 25 de junio de 2023 | Países Bajos                    | 3–2     | Nueva Zelanda    | Estadio Wagener, Amstelveen                       |                                                   |
| 17:40               | Blok 33', 60' · J. Brinkman 58' | Reporte | Russell 16', 19' | Árbitra: Jonas van't Hek (NED) Liu Xiaoying (CHN) | Árbitra: Jonas van't Hek (NED) Liu Xiaoying (CHN) |

| 26 de junio de 2023 | Nueva Zelanda | 1–4     | Alemania                             | Estadio Wagener, Amstelveen                         |                                                     |
| 18:10               | Hiha 38'      | Reporte | Herzbruch 3', 57' · Peillat 34', 60' | Árbitra: Gabriel Labate (ARG) Jonas van't Hek (NED) | Árbitra: Gabriel Labate (ARG) Jonas van't Hek (NED) |

| 27 de junio de 2023 | Países Bajos               | 2–0     | Alemania | Estadio Wagener, Amstelveen                         |                                                     |
| 20:40               | Brinkman 23' · Janssen 35' | Reporte |          | Árbitra: Gabriel Labate (ARG) Irene Presenqui (ARG) | Árbitra: Gabriel Labate (ARG) Irene Presenqui (ARG) |

| 28 de junio de 2023 | Países Bajos                                                  | 4–1     | Nueva Zelanda | Estadio Wagener, Amstelveen                          |                                                      |
| 20:40               | Bijen 12' · Van der Horst 15' · Janssen 54' · J. Brinkman 55' | Reporte | Thomas 41'    | Árbitra: Gabriel Labate (ARG) Annelize Rostron (RSA) | Árbitra: Gabriel Labate (ARG) Annelize Rostron (RSA) |

| 30 de junio de 2023 | Bélgica                                                                         | 7–2     | España                   | Wilrijkse Plein, Amberes                         |                                                  |
| 20:10               | Wegnez 5', 48' · Van Aubel 12' · Hendrickx 20', 30' · Luypaert 26' · Dohmen 55' | Reporte | Iglesias 3' · Menini 58' | Árbitra: Martin Madden (SCO) Michiel Otten (NED) | Árbitra: Martin Madden (SCO) Michiel Otten (NED) |

| 1 de julio de 2023 | Bélgica       | 1–6     | Países Bajos                                                                                     | Wilrijkse Plein, Amberes                        |                                                 |
| 14:10              | Hendrickx 50' | Reporte | Bijen 2' · Hoedemakers 12' · Van Heijningen 23' · Janssen 32' · Wortelboer 49' · T. Brinkman 60' | Árbitra: Martin Madden (SCO) Sarah Wilson (SCO) | Árbitra: Martin Madden (SCO) Sarah Wilson (SCO) |

| 2 de julio de 2023 | Alemania    | 1–3     | España                                       | Wilrijkse Plein, Amberes                           |                                                    |
| 14:10              | Spering 53' | Reporte | Iglesias 52' · Vilallonga 58' · González 60' | Árbitra: Michiel Otten (NED) Irene Presenqui (ARG) | Árbitra: Michiel Otten (NED) Irene Presenqui (ARG) |

| 3 de julio de 2023 | Bélgica                                                       | 5–1     | España     | Wilrijkse Plein, Amberes                        |                                                 |
| 20:10              | Dockier 32' · De Kerpel 37' · Hendrickx 41', 49' · Wegnez 42' | Reporte | Clapés 56' | Árbitra: Martin Madden (SCO) Alison Keogh (IRL) | Árbitra: Martin Madden (SCO) Alison Keogh (IRL) |

| 4 de julio de 2023 | Bélgica            | 2–4     | Países Bajos                                            | Wilrijkse Plein, Amberes                        |                                                 |
| 20:10              | Hendrickx 19', 32' | Reporte | Van Dam 6' · Janssen 21' · Brinkman 26' · Burkhardt 47' | Árbitra: Martin Madden (SCO) Sarah Wilson (SCO) | Árbitra: Martin Madden (SCO) Sarah Wilson (SCO) |

| 5 de julio de 2023 | España                                                   | 4–3     | Alemania                                 | Wilrijkse Plein, Amberes                         |                                                  |
| 18:10              | Cunill 23' · Basterra 42' · Lacalle 51' · González 57' · | Reporte | Glander 1' · Sperling 30' · Brilla 45' · | Árbitra: Martin Madden (SCO) Michiel Otten (NED) | Árbitra: Martin Madden (SCO) Michiel Otten (NED) |